# Понте Веккйо
По́нте Ве́ккйо (італ. Ponte Vecchio МФА: [ˈponte ˈvɛkkjo], старий міст) — міст через річку Арно у Флоренції, розташований неподалік від знаменитої галереї Уффіці. Відкритий у 1345 році. Є одним із символів Флоренції.

## Історія мосту
На місці старого дерев'яного мосту, що перетинав річку Арно ще з римських часів, у 1345 році за проектом архітектора Нері ді Фйораванте (італ. Neri di Fioravante) було побудовано кам'яний міст з трьох арок (співвідношення висоти до ширини 1:6). Відмітною рисою мосту стали будинки, що тісняться по обидві його сторони.
Спочатку всі будівлі на мосту були однаковими, але з часом у результаті неконтрольованих перебудов, почали значно відрізнятись. Справа в тому, що у XV столітті Понте Веккйо став місцем розташування численних м'ясних крамниць. Сюди, подалі від чудових особняків та адміністративних палаців, було перенесено торгівлю парною телятиною і курячими мізками, від чого Старий міст став «найпахучішим» місцем Флоренції. М'ясні відходи викидали в Арно, щоб річка виносила їх за межі міста. Позаяк м'ясників у місті було багато, Старий міст почав вимушено розширюватися: торговці прилаштовували свої крамниці так, що вони вже випирали на кілька метрів за межі мосту і висіли практично над водою. Таким цей міст є і нині, тільки крамниці тепер інші — з коштовними і дуже дорогими розкішними ювелірними прикрасами. За указом Козімо I Медічі крамниці мосту почали перетворюватися на ювелірні з 1593 року, через що міст почали також називати «Золотим мостом». У 1565 році над мостом збудували коридор, який зберігся досі.

## Цікаві факти
У центрі прольотів мосту послідовний ряд будівель переривається і переходить у відкритий майданчик, з якого можна милуватися річкою та іншими мостами Флоренції. На мосту міститься також погруддя Бенвенуто Челліні, до якого традиційно приковують «замки кохання».
Під час відступу німецько-фашистських військ в 1944 році, коли інші мости Флоренції були зруйновані фашистами, Старий міст став єдиним, який не постраждав. Це стало можливим завдяки втручанню представника Німеччини у Флоренції Герхарда Вольфа, який після війни став почесним громадянином Флоренції. Проте фашисти сильно пошкодили точки доступу до мосту, які сьогодні мають дещо безглуздий вигляд через поспішну реконструкцію, що мала місце на початку п'ятдесятих років.

## Галерея

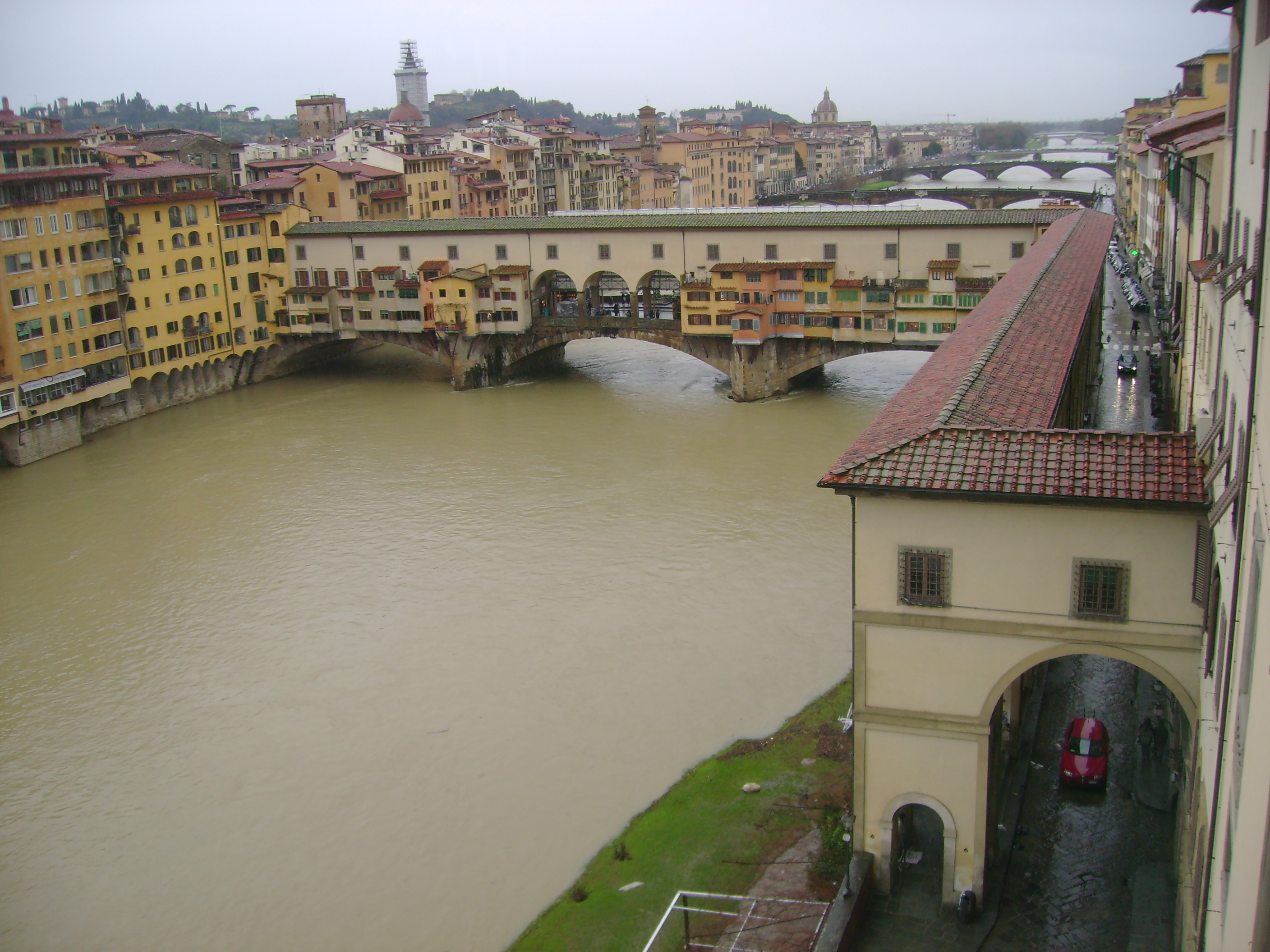
Коридор Вазарі
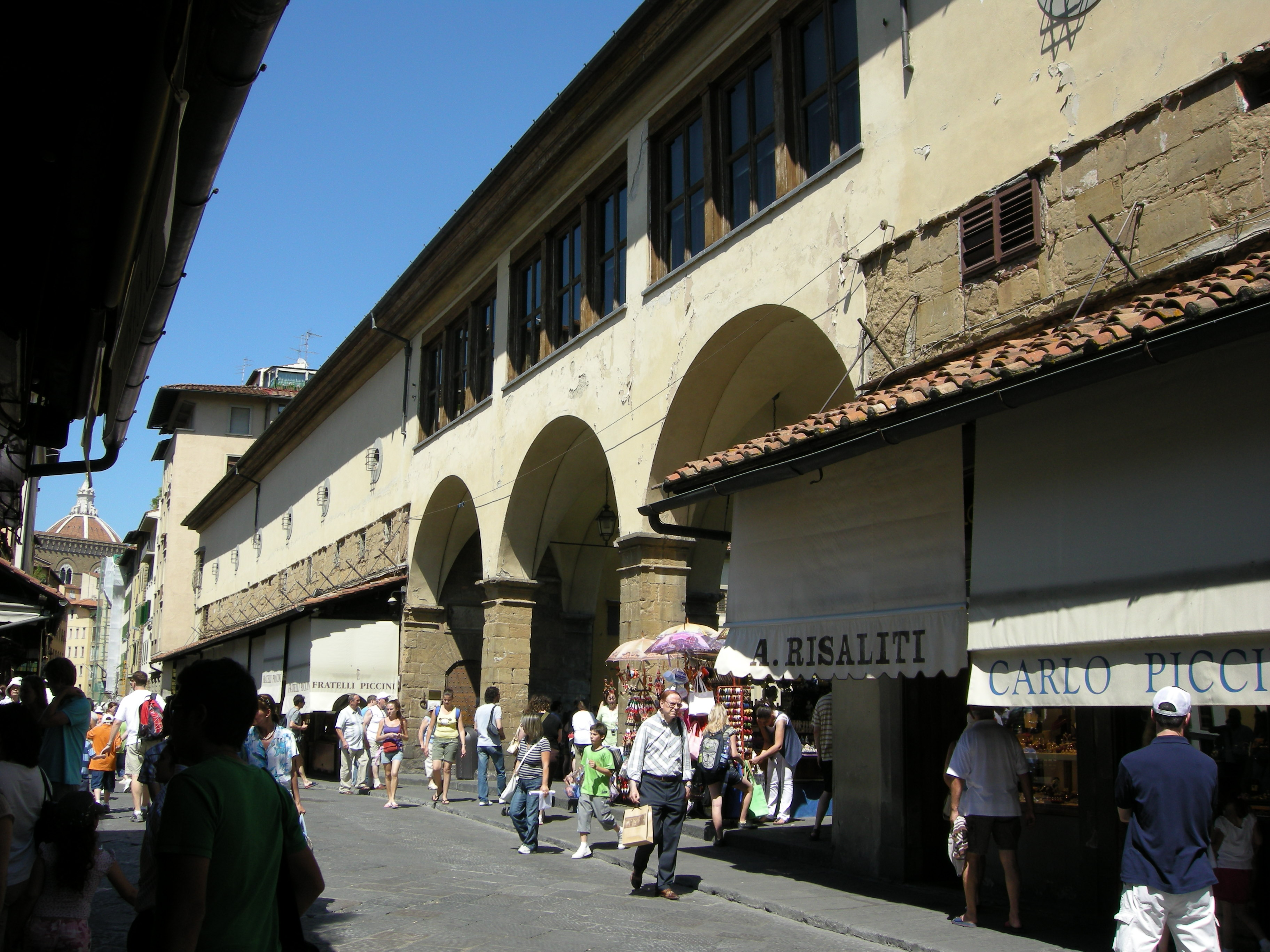
На мосту
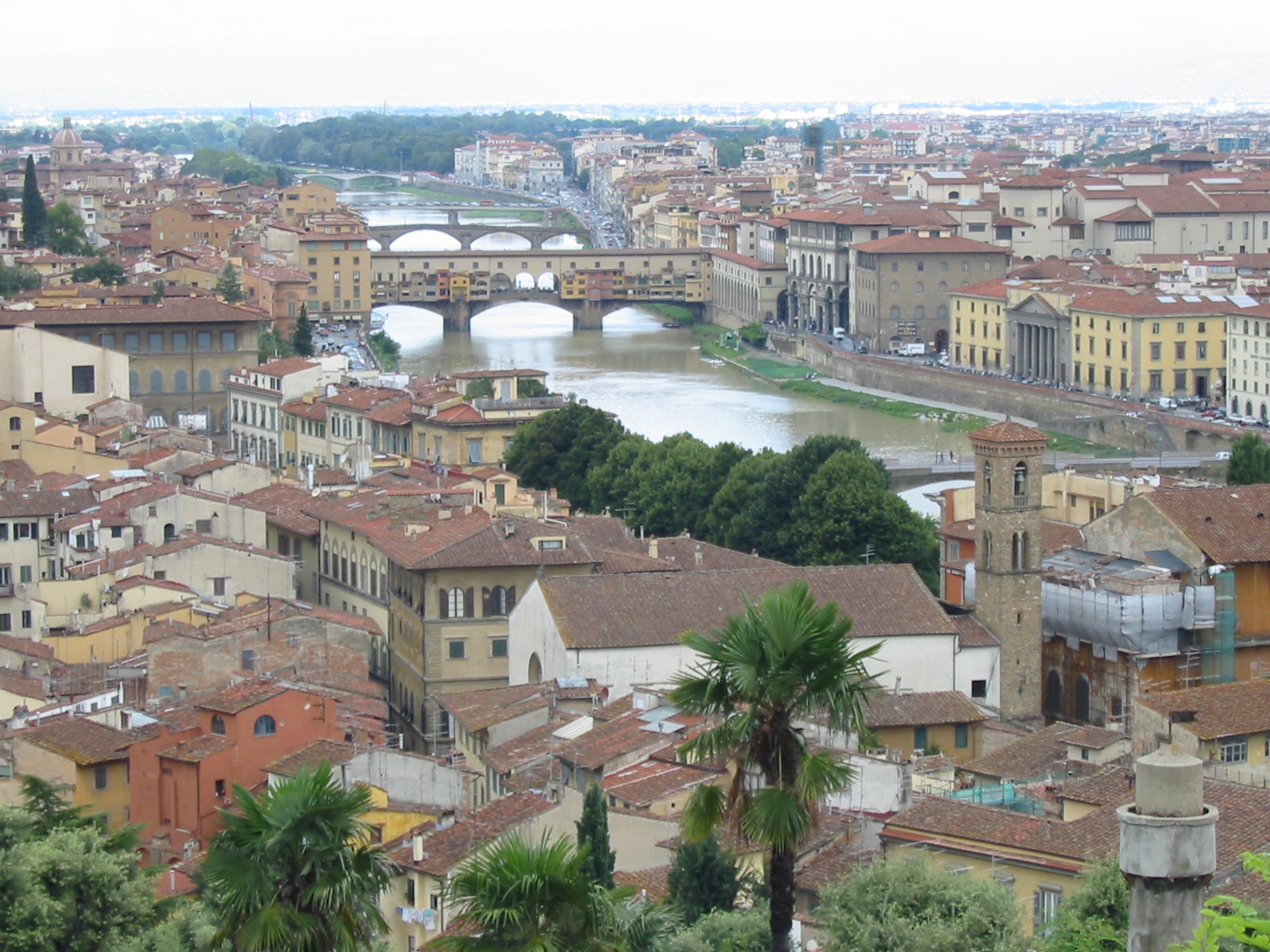
Прикраса Флоренції
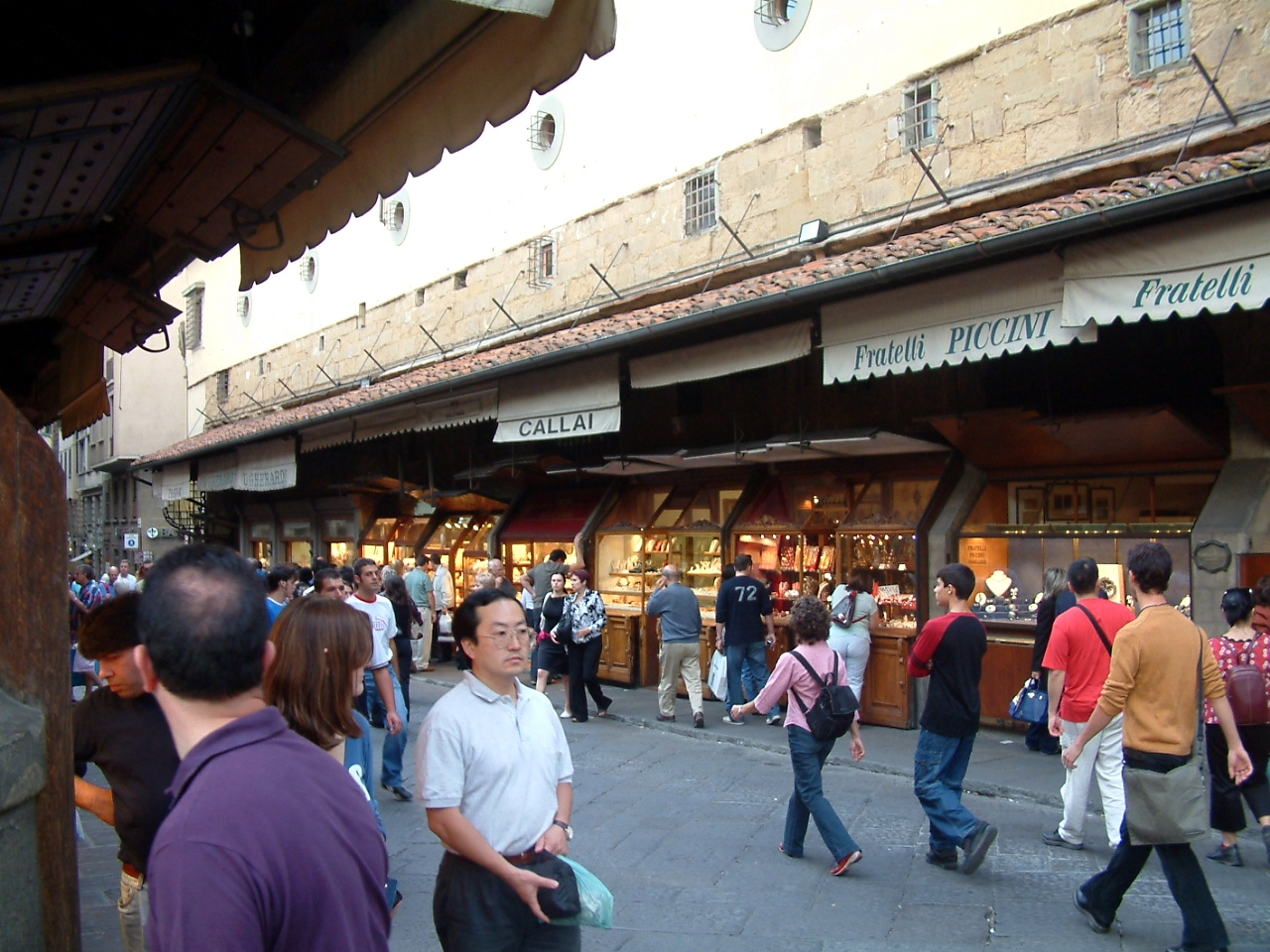
Магазини на Понте Веккйо
Апартаменти на мосту
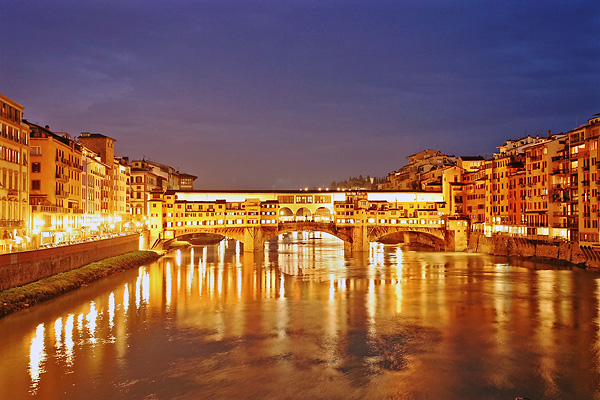
Понте Веккйо вечірній